# Tərəqqi FK
Tərəqqi FK (ázerbájdžánsky: Tərəqqi Futbol Klubu) byl ázerbájdžánský fotbalový klub sídlící ve městě Gandža. Klub byl založen v roce 2011, zanikl v roce 2013 kvůli své finanční situaci.
Své domácí zápasy odehrával na stadionu Gəncə şəhər stadionu s kapacitou 27 000 diváků.

## Umístění v jednotlivých sezonách
Zdroj: 
Legenda: Z - zápasy, V - výhry, R - remízy, P - porážky, VG - vstřelené góly, OG - obdržené góly, +/- - rozdíl skóre, B - body, červené podbarvení - sestup, zelené podbarvení - postup, fialové podbarvení - reorganizace, změna skupiny či soutěže
| Ázerbájdžán (2011 – 2013) |                   |        |    |    |   |    |    |    |     |    |        |
| Sezóny                    | Liga              | Úroveň | Z  | V  | R | P  | VG | OG | +/- | B  | Pozice |
| 2011/12                   | Birinci Divizionu | 2      | 26 | 9  | 4 | 13 | 28 | 30 | -2  | 9. | 31     |
| 2012/13                   | Birinci Divizionu | 2      | 24 | 12 | 1 | 11 | 24 | 24 | 0   | 6. | 37     |